# Emilia Nöth
Emilia Nöth (* 2001 in Berlin) ist eine deutsche Schauspielerin.

## Leben
Ihr Filmdebüt hatte Emilia Nöth 2019 in der Folge Dunkler Zwilling der deutschsprachigen Kriminalfilmreihe Polizeiruf 110. Nöth verkörperte Marla, die Tochter eines Umzugsunternehmers, gespielt von Simon Schwarz, der sich als Serienmörder entpuppt. Obwohl die Tochter anfangs fest von der Unschuld ihres Vaters überzeugt ist, bezweifelt sie dessen Glaubhaftigkeit zunehmend und kommt nach Zweifeln, Verdrängung und Verleugnung schließlich zur Erkenntnis, dass ihr Vater ein Serienmörder ist.
Neben ihrer schauspielerischen Arbeit absolvierte Nöth von 2019 bis 2024 das Studium in Rechtswissenschaften, in diesem Kontext lebte sie für ein Jahr in Rom, Italien, wo sie ihrer Leidenschaft zum Lernen von Sprachen nachgehen konnte.

## Rezeption
Anne Burgmer schreibt im Kölner Stadt-Anzeiger, dass die Schauspielerin Emilia Nöth den vorhersehbaren Fall rettet und lobt sie: Emilia Nöth spielte diese erste große Rolle wirklich sehr beeindruckend.

## Filmografie
- 2019: Polizeiruf 110: Dunkler Zwilling (Fernsehreihe)
- 2019: Großstadtrevier (Fernsehserie)
- 2019: Sløborn (Fernsehserie)[6]
- 2020: Großstadtrevier (Fernsehserie)
- 2020: Wir können nicht anders
- 2021: Es ist nur eine Phase, Hase (Kinofilm)
- 2022: Bibi & Tina – Einfach anders